# Robert Wagoner
Robert Vernon Wagoner nació en Teaneck (Nueva Jersey), en 1930, se licenció en ingeniería mecánica en la Universidad de Cornell en 1961 y se doctoró en física en la Universidad de Stanford en 1965. Desde 1973 imparte clases y trabaja en la Universidad de Stanford, donde es profesor de física.
En 1967, Wagoner, junto a William Fowler, Fred Hoyle y otros científicos publicaron un trabajo clásico que proporciona un cálculo teórico explicando la síntesis de los elementos luminosos en el Big Bang, y que ha llegado a ser parte fundamental de la teoría del Big Bang.
Wagoner está interesado en el cálculo espectral de las supernovas, método que proporciona información sobre las distancias existentes en el universo. Sus investigaciones abarcan lentes gravitatorias y, más genéricamente, la propagación de fotones a través de modelos realistas de nuestro universo, el estudio de oscilación de discos de crecimiento alrededor de agujeros negros y otras señales de campos gravitatorios fuertes, teorías gravitatorias y la física de los orígenes del universo. De igual forma, ha trabajado en el estudio de las supernovas, el cómo de sus propiedades permiten medir sus dimensiones, y ha ayudado a determinar la velocidad de expansión del universo.